# Anisomorpha ferruginea
Anisomorpha ferruginea är en insektsart som först beskrevs av Palisot de Beauvois 1805.  Anisomorpha ferruginea ingår i släktet Anisomorpha och familjen Pseudophasmatidae. Inga underarter finns listade i Catalogue of Life.